# Katherine Waterston
Katherine Boyer Waterston (Westminster, Londres, 3 de março de 1980) é uma atriz norte-americana, nascida no Reino Unido. Ela é mais conhecida por seus papéis em The Babysitters, Inherent Vice, Fantastic Beasts and Where to Find Them e Alien: Covenant.

## Vida pessoal
Katherine é filha da ex-modelo Lynn Louisa (nascida Woodruff) e do ator Sam Waterston. Ela nasceu em Westminster, na Inglaterra, onde seus pais americanos estavam trabalhando no momento. É irmã da atriz Elisabeth Waterston e do diretor Graham Waterston. Também tem um meio-irmão, James Waterston, que também é ator. Ela ganhou seu B.F.A. em Atuação na Tisch School of the Arts na NYU.

## Teatro
Em 2007, se apresentou na peça Los Angeles de Julian Sheppard e, em 2008, na peça Kindness de Adam Rapp. Em 2010, desempenhou o papel de Gena na original produção off-Broadway de Bachelorette, interpretado na versão cinematográfica de 2011 por Lizzy Caplan. Em 2011, interpretou Anya na remontagem de The Cherry Orchard no Classic Stage Company. Também em 2011, se apresentou em Dreams of Flying, Dreams of Falling, também de Adam Rapp no Classic Stage Company.

## Filmografia

### Cinema
| Ano  | Título                                      | Papel                       | Nota           |
| ---- | ------------------------------------------- | --------------------------- | -------------- |
| 2006 | Orchids                                     | Beatrice                    | Curta-metragem |
| 2007 | Michael Clayton                             | Terceiro ano                |                |
| 2007 | The Babysitters                             | Shirley Lyner               |                |
| 2008 | Good Dick                                   | Katherine                   | Participação   |
| 2009 | Taking Woodstock                            | Penny                       |                |
| 2011 | Eat                                         | Claire                      | Curta-metragem |
| 2011 | Almost in Love                              | Lulu                        |                |
| 2011 | Enter Nowhere                               | Samantha                    |                |
| 2012 | Robot & Frank                               | Shopgirl                    |                |
| 2012 | Being Flynn                                 | Sarah                       |                |
| 2012 | A Carta                                     | Julie                       |                |
| 2012 | Ástarsaga                                   | Solange                     | Curta-metragem |
| 2012 | The Factory                                 | Lauren                      |                |
| 2013 | Night Moves                                 | Anne                        |                |
| 2013 | The Disappearance of Eleanor Rigby          | Charlie                     |                |
| 2014 | Glass Chin                                  | Patricia Petals O'Neal      |                |
| 2014 | Are You Joking?                             | Lisa                        |                |
| 2014 | Inherent Vice                               | Shasta Fay Hepworth         |                |
| 2015 | Sleeping with Other People                  | Emma                        |                |
| 2015 | Queen of Earth                              | Virginia                    |                |
| 2015 | Steve Jobs                                  | Chrisann Brennan            |                |
| 2015 | Outlaws                                     | A Trapezista                |                |
| 2015 | Manhattan Romance                           | Carla                       |                |
| 2016 | Fantastic Beasts and Where to Find Them     | Porpentina "Tina" Goldstein |                |
| 2017 | Alien: Covenant                             | Daniels                     |                |
| 2017 | Logan Lucky                                 | Sylvia Harrison             |                |
| 2018 | Fantastic Beasts: The Crimes of Grindelwald | Porpentina "Tina" Goldstein |                |
| 2022 | Fantastic Beasts: The Secrets of Dumbledore | Porpentina "Tina" Goldstein |                |
| 2022 | Babylon                                     |                             |                |

### Televisão
| Ano  | Título           | Papel       | Nota        |
| ---- | ---------------- | ----------- | ----------- |
| 2012 | Boardwalk Empire | Emma Harrow | 4 episódios |